# Aeroportul Alghero Fertilia
Aeroportul Alghero Fertilia (IATA: AHO, ICAO: LIEA) este un aeroport din Alghero, Provincia Sassari, Sardinia, Italia ce deservește zona Alghero. Aeroportul a fost tranzitat în 2022 de 1.533.427 de pasageri. A fost deschis în 28 martie 1938 și numit după zona deservită.
Situat la o altitudine de 27 m, aeroportul dispune de 1 pistă. Este operat de Società di Gestione Aeroporto di Alghero⁠(d).

## Infrastructură

### Piste
Aeroportul dispune de o singură pistă. Pista 02/20 are suprafața de asfalt și dimensiunile 3.000 m × 45 m. 